# Acuerdos de Jasaviurt
Los Acuerdos de Jasaviurt (en checheno: Хаси-Эвлан Барт; en ruso: Хасавюртовские соглашения), formalmente Declaración Conjunta de Jasaviurt y Principios para las Relaciones Mutuas, fue un acuerdo que marcó el final de la primera guerra chechena, firmado en Jasaviurt, Daguestán, el 30 de agosto de 1996 entre Aleksander Lébed y Aslán Masjádov.

## Antecedentes
Cuando se firmaron los Acuerdos de Jasaviurt, Rusia había sufrido una derrota significativa con la reconquista de Grozni, la capital chechena, por las fuerzas chechenas. Con la mediación del representante de la Organización para la Seguridad y la Cooperación en Europa, Tim Guldimann, el secretario del Consejo de Seguridad ruso, Aleksander Lébed, y el teniente general Konstantín Pulikovsky comenzaron a mediar con el jefe del Estado Mayor ichkeriano, Aslán Masjádov, sobre acuerdos de alto el fuego. Sin embargo, estos altos el fuego no se concretaron hasta que se redactó un acuerdo el 22 de agosto de 1996. El acuerdo, firmado en la aldea rural de Nueva Atagi, incluía la desmilitarización de Grozni, la retirada de las fuerzas chechenas y rusas de la ciudad y el establecimiento de un comando conjunto para evitar saqueos. Ocho días después, tras horas de negociaciones, se firmaron los Acuerdos de Jasaviurt.

## Contenido
El acuerdo constaba de cuatro puntos: el establecimiento de relaciones entre Rusia y Chechenia, la creación de un comité conjunto ruso-checheno para restaurar el orden social checheno y prevenir la delincuencia, la garantía de una legislación que garantice los derechos humanos y los derechos de las minorías étnicas en Chechenia, y una garantía de que los problemas entre Rusia y Chechenia se resolverían de mutuo acuerdo. Fundamentalmente, el acuerdo estipulaba que cualquier reconocimiento de iure de la independencia chechena por parte de Rusia no tendría que realizarse hasta finales de 2001.

## Consecuencias
A los Acuerdos de Jasaviurt le siguieron dos acuerdos entre Ichkeria y Rusia. El primero, firmado a mediados de noviembre de 1996 por Masjádov y el presidente ruso Borís Yeltsin, se centraba en la compensación financiera y las relaciones económicas bilaterales, mientras que el segundo, firmado el 12 de mayo de 1997 por Yeltsin y Masjádov, establecía formalmente la paz entre Rusia y Chechenia. Masjádov dijo en ese momento que «cualquier base para crear resentimientos entre Moscú y Grozni» dejaría de existir como resultado de los acuerdos. Sin embargo, el gobierno de Masjádov fue socavado por extremistas islámicos durante los dos años siguientes, lo que finalmente resultó en que el comandante checheno Shamil Basáyev invadiera Daguestán en 1999, un evento que condujo al inicio de la segunda guerra chechena.